# Vorța
Vorța es una comuna ubicada en el distrito de Hunedoara, Rumania.

## Superficie
Cuenta con una superficie de 102,9 kilómetros cuadrados.

## Demografía
Hasta 2021 la población era de 748 habitantes, con una densidad de población de 7,272 habitantes por kilómetro cuadrado.